# Gene Anthony Ray
Gene Anthony Ray, egentligen Eugene Anthony Ray, född 24 maj 1962 i Harlem i New York, död 14 november 2003 i New York, var en amerikansk dansare och skådespelare, främst känd för sin roll som Leroy Johnson i filmen Fame (1980) och den därefter följande TV-serien med samma namn (1982–1987).
Han föddes i Harlem i New York och påbörjade sin danskarriär på Julia Richmond High School. Sjutton år gammal dansade han upp för Louis Falco som var koreograf i filmen Fame av Alan Parker, som fick upp ögonen för honom, varpå han också fick rollen som Leroy Johnson. I verkliga livet sökte han in till New Yorks High School of The Performing Arts och kom in, för att året därpå hoppa av, på grund av den strikta disciplin som krävdes av honom. Han var perfekt i rollen som Leroy, en kille vars tuffa liv hade färgat av sig på honom, i form av en utåt sett hård, lite ohyfsad kille, men med en stor passion och talang för dans.
1981 gjorde han rollen som Fredag i den franska Robinson Crusoe-TV-filmatiseringen Vendredi ou la Vie sauvage. År 1982 turnerade han i Storbritannien tillsammans med resten av gänget ur Fame. De gav 10 konserter och året därpå visades i USA en dokumentär om turnén.
Efter Fame gjorde han några försök att blåsa nytt liv i sin karriär (bland annat genom uppträdanden i italiensk TV), men utan större framgång.
Han var Hiv-positiv när han 2003 dog av komplikationer av en stroke.